# AMPTEK
AMPTEKはアメリカ合衆国のマサチューセッツ州にある分析機器を開発、製造する企業。

## 概要
1977年に設立され、当初は科学衛星に使用される機器を開発、製造していた。その後、1990年代に民生用のX線の半導体検出器の開発を進め、現在ではエネルギー分散型X線分光計等のキーデバイスを生産する。現在ではアメリカ合衆国を代表する分析機器メーカーの一社でOEMや輸出に力を入れる。同社の主力製品のXR-100は高信頼性でコストパフォーマンスに優れており、1997年7月4日に火星に着陸したマーズ・パスファインダーにも搭載された。2014年8月4日にAMETEKに買収され、同社の一部門になった。

## 沿革
- 1977年 - 設立。
- 1997年 - XR-100を搭載したマーズ・パスファインダーが火星に着陸した
- 2014年 - AMETEKに買収され同社の一部門になった[1]

## 主な製品
- 蛍光X線分光計
- X線源
- ソフトウェア

他